# 高雄市鳳山體育場
高雄市鳳山體育場位於高雄市鳳山區，隸屬於高雄市政府教育局，為一座大型的綜合體育場。

## 外部連結
- 高雄市鳳山體育場